# Konrád I. Hlohovský
Konrád I. Hlohovský († 6. srpen 1273/74) byl hlohovský kníže pocházející z rodu slezských Piastovců.

## Život
Byl synem vratislavského knížete Jindřicha II. Pobožného a jeho ženy Anny, dcery českého krále Přemysla Otakara I. Po smrti otce v bitvě u Lehnice z roku 1242 vládl nad Vratislavským knížectvím jeho bratr Boleslav II. Lysý. Záhy mezi bratry vypukly spory o dělbě otcova území. Konrád měl nastoupit církevní dráhu, odmítl však post pasovského biskupa a s pomocí velkopolského knížete Přemysla, jehož sestru Salomenu si vzal za ženu, se snažil získat část dědictví pro sebe. Po následné válce a vyjednávání, do kterého zasáhl i Konrádův bratranec, český král Přemysl Otakar II., mu bylo z Vratislavska vyděleno Hlohovské knížectví.
Konrád měl se svým českým bratrancem poměrně těsné vztahy, Přemysl nemaje dost vlastního potomstva, jeho dcery využil k navázání dynastických spojenectví s bavorským vévodou Ludvíkem II. a gorickým hrabětem Albrechtem.V prosinci 1261 se zúčastnil jeho slavnostní korunovace v Praze, Konrád českého bratrance podporoval i za války s uherským králem Štěpánem V. Zemřel v létě roku 1273 či 1274 a byl pohřben v hlohovské kolegiátní kapitule, která byla jeho vlastní fundací.
Byl dvakrát ženat; po smrti Salomeny se oženil s Žofií Braniborskou. Jeho synové si po jeho smrti rozdělili Hlohovsko na menší části, která pak samostatně spravovali. Jindřich III. Hlohovský si podržel Hlohovsko, Přemysl Stínavský získal Zaháňsko a Konrád II. Hrbatý pak Stínavsko.